# 博博嶺
博博嶺（英語：Bobo Ridge）是南極洲的山嶺，位於古爾德海岸，處於阿爾巴努斯冰川北岸，長4公里，由美國探險隊繪入地圖，現時由南極條約體系管理。